# Mait Patrail
Mait Patrail (* 11. April 1988 in Põlva, Estnische SSR, UdSSR) ist ein estnischer Handballspieler.

## Karriere
Patrail begann das Handballspielen bei Põlva Serviti. Ab der Saison 2004/05 wurde der Rückraumspieler in der höchsten estnischen Spielklasse und in der baltischen Liga eingesetzt. Mit Põlva Serviti gewann er 2007 und 2008 die estnische Meisterschaft, sowie 2008 die Meisterschaft der baltischen Liga. Im Jahr 2008 wechselte er zum Schweizer Erstligisten Kadetten Schaffhausen. Mit Schaffhausen gewann Patrail 2010 und 2011 die Schweizer Meisterschaft. Ein weiterer Erfolg mit den Kadetten war das Erreichen des EHF-Pokalfinales 2009/10. Im Jahr 2011 schloss er sich dem deutschen Bundesligisten TBV Lemgo an. Am 27. April 2012 wurde der Vertrag mit Mait Patrail beim TBV Lemgo, trotz Laufzeit bis 2013, mit sofortiger Wirkung aufgelöst und er wechselte nach Katar zu Al Sadd Doha. Im Sommer 2012 kehrte Patrail in die Bundesliga zurück, wo er für die TSV Hannover-Burgdorf auflief. Ab der Saison 2020/21 stand er beim Ligakonkurrenten Rhein-Neckar Löwen unter Vertrag. Nach der Saison 2021/22 wechselte er zum Aufsteiger ASV Hamm-Westfalen. Nachdem Hamm 2023 in die 2. Bundesliga abgestiegen war, verließ er den Verein. Nach einer mehrmonatigen Vertragslosigkeit schloss er sich Ende November 2023 dem Bundesligisten ThSV Eisenach an. Zum Ende der Saison verließ er den Verein wieder. Ab dem September 2024 lief er für die 2. Mannschaft des ASV Hamm-Westfalen in der Regionalliga auf. Im November desselben Jahres wurde er vom Drittligisten TV Emsdetten unter Vertrag genommen. Zur Saison 2025/26 schloss er sich dem Drittligisten TuS Vinnhorst an.
Patrail bestritt bisher mindestens 60 Länderspiele für Estland. 2008 nahm Patrail an der Junioreneuropameisterschaft teil und wurde mit 83 Treffern Torschützenkönig des Turniers.
Mait Patrail wurde von 2006 bis 2011 sechs Mal in Folge in Estland als Handballer des Jahres ausgezeichnet.

## Saisonbilanzen
| Saison    | Verein                | Spielklasse    | Spiele | Tore | 7-Meter | Feldtore |
| --------- | --------------------- | -------------- | ------ | ---- | ------- | -------- |
| 2008/09   | Kadetten Schaffhausen | Nationalliga A | 31     | 120  | ?       | 120      |
| 2009/10   | Kadetten Schaffhausen | Nationalliga A | 32     | 160  | ?       | 160      |
| 2010/11   | Kadetten Schaffhausen | Nationalliga A | 35     | 188  | ?       | 188      |
| 2011/12   | TBV Lemgo             | Bundesliga     | 29     | 92   | 9       | 83       |
| 2012/13   | TSV Hannover-Burgdorf | Bundesliga     | 34     | 158  | 0       | 158      |
| 2013/14   | TSV Hannover-Burgdorf | Bundesliga     | 34     | 124  | 0       | 124      |
| 2014/15   | TSV Hannover-Burgdorf | Bundesliga     | 11     | 12   | 0       | 12       |
| 2015/16   | TSV Hannover-Burgdorf | Bundesliga     | 32     | 92   | 0       | 92       |
| 2016/17   | TSV Hannover-Burgdorf | Bundesliga     | 28     | 74   | 0       | 74       |
| 2017/18   | TSV Hannover-Burgdorf | Bundesliga     | 30     | 77   | 0       | 77       |
| 2018/19   | TSV Hannover-Burgdorf | Bundesliga     | 5      | 14   | 0       | 14       |
| 2019/20   | TSV Hannover-Burgdorf | Bundesliga     | 26     | 39   | 0       | 39       |
| 2020/21   | Rhein-Neckar Löwen    | Bundesliga     | 38     | 35   | 0       | 35       |
| 2021/22   | Rhein-Neckar Löwen    | Bundesliga     | 28     | 3    | 0       | 3        |
| 2022/23   | ASV Hamm-Westfalen    | Bundesliga     | 33     | 25   | 0       | 25       |
| 2008–2011 | gesamt                | Nationalliga A | 98     | 468  | ?       | 468      |
| 2011–2023 | gesamt                | Bundesliga     | 328    | 745  | 9       | 736      |

## Privates
Sein Vater Maidu ist ein ehemaliger Handballspieler, der mit Põlva am Europapokal teilnahm. Seine Schwester Janeli gehört dem Kader der estnischen Handballnationalmannschaft an.